# Força Aérea da Guiné-Bissau
La Força Aérea da Guiné-Bissau è l'attuale aeronautica militare della Guinea Bissau e parte integrante delle Forze armate della Repubblica di Guinea-Bissau.

## Storia
Con l'abbandono del paese da parte dei portoghesi nel 1973-1974, questi lasciarono sull'aeroporto di Bissalanca, tre T-6G di costruzione statunitense che furono i primi aerei di quella che sarebbe poi divenuta la Força Aérea da Guiné-Bissau. L'Aeronautica della Guinea Bissau fu formata dopo aver ottenuto l'indipendenza dal Portogallo. La nascita di questa forza aerea fu possibile grazie ad alcuni ufficiali, i quali, erano di ritorno da un periodo di addestramento a Cuba e in URSS. Di conseguenza la neonata forza aerea fu dotata di velivoli di fabbricazione sovietica. I primi aerei da combattimento furono cinque caccia MiG-17F e un aereo per la conversione operativa MiG-15UTI, insieme ai quali fu consegnato anche un singolo elicottero Mi-8. A partire dal 1978 la Francia fornì ulteriori velivoli, sotto forma di un Reims-Cessna FTB.337 per il pattugliamento costiero e un elicottero Alouette III in surplus. Fu consegnato anche un Dassault Falcon 20F, che le fu donato dall'Angola; aereo che fu però subito ceduto agli Stati Uniti. Alla fine degli anni ottanta del XX secolo, i 5 MiG-17 furono sostituiti con sei MiG-21MF e un MiG-21UM, insieme ai quali furono consegnati anche un An-24, uno Yak-40 e un ulteriore elicottero Mi-8. All'inizio degli anni novanta del XX secolo, furono consegnati ulteriori esemplari di MiG-17, alcuni dalla Germania Est ed altri dalla Polonia che consegnò la versione di costruzione locale conosciuta come PZL-Mielec Lim-6bis. La denominazione della Forza aerea in Força Aérea da Guiné-Bissau (FAGB), avvenne nel 1998.

## Condizioni degli aeromobili
Se non diversamente indicato, i dati sono tratti da "Aeronautica & Difesa".
A partire dal 1998, con lo scoppio della guerra civile che da l'ora attanaglia il paese, non è possibile quantificare quanti e quali velivoli siano ancora in grado di volare, come non è possibile attuare nessun programma di ammodernamento vista la particolare situazione economica in cui versa il paese. Secondo fonti accreditate, la maggior parte dei MiG è andata distrutta, mentre quelli superstiti, sebbene formalmente ancora in organico sono in disuso dal 1991 e stoccati negli hangar dell'aeroporto di Bissalanca, e che l'unico velivolo in condizioni di volo sia un elicottero Alouette (secondo altre, un Mi-8).

## Programmi futuri
Se non diversamente indicato, i dati sono tratti da "Aeronautica & Difesa".
Nel quadro generale della situazione nella quale versano le forze armate della Guinea Bissau è impensabile parlare di programmi militari, non soltanto, come già detto in precedenza, per l'instabilità politica quanto per l'assoluta carenza di risorse finanziarie. Si può parlare, pero, di esigenze e, come è evidente, è primaria la necessità di ripristinare la linea di volo elicotteristica per collegamento e trasporto tattico. Se il ripristino/mantenimento delle condizioni di volo per gli Alouette potrebbe apparire problematico vista la vetustà del modello, quello dei Mi-8 dovrebbe essere meno difficoltoso.

## Aeromobili in uso
Sezione aggiornata in base alla tabella del periodico Aeronautica & Difesa (giugno 2021), in quanto World Air Force di Flightglobal e pubblicazioni affini, vista la situazione critica del paese, non rilasciano aggiornamenti dell'organico di tale aviazione.
| Aeromobile                       | Origine | Tipo                                           | Versione (denominazione locale) | In servizio (2021) | Note                                                                                                 | Immagine |
| Aerei da combattimento           |         |                                                |                                 |                    | |          |
| Mikoyan-Gurevich MiG-21 Fishbed  | Russia  | Aereo da attacco al suoloconversione operativa | MiG-21MFMiG-21UM                | ?                  | 6 MiG-21MF e 1 MiG-21UM consegnati. Al giugno 2021, nessuno degli aerei era in condizioni di volare. |          |
| Aerei da addestramento           |         |                                                |                                 |                    | |          |
| Mikoyan-Gurevich MiG-15UTI       | Russia  | aereo da addestramento                         | MiG-15UTI                       | ?                  | 1 MiG-15UTI in organico al giugno 2021, ma probabilmente non in grado di volare.                     |          |
| Elicotteri                       |         |                                                |                                 |                    | |          |
| Mil Mi-8 Hip                     | Russia  | elicottero utility                             | Mi-8T                           | 1                  | 2 Mi-8T consegnati.                                                                                  |          |
| Aérospatiale SA 3130 Alouette II | Francia | elicottero leggero utility                     | SA 3130                         | 1                  | 1 consegnato.                                                                                        |          |
| Sud-Aviation SA 316 Alouette III | Francia | Elicottero utility                             | SA 316B                         | 1                  | 3 consegnati.                                                                                        |          |

## Aeromobili ritirati
- North American T-6G Texan - 3 esemplari
- Reims-Cessna FTB.337G - 1 esemplare
- Dassault Falcon 20F - 1 esemplare
- Antonov An-24 Coke - 1 esemplare
- Yakovlev Yak-40 Codling - 1 esemplare
- Mikoyan-Gurevich MiG-17F Fresco - 5 esemplari
- Mikoyan-Gurevich MiG-15UTI - 2 esemplari
- PZL-Mielec Lim-6bis